# Chiesa dei Santi Salvatore e Biagio
La chiesa dei Santi Salvatore e Biagio è la chiesa parrocchiale di Castelvero, frazione del comune di Vestenanova in provincia e diocesi di Verona; fa parte del vicariato dell'Est Veronese, precisamente dell'Unità Pastorale Illasi - Tregnago - Vestene.

## Storia
La chiesa di Castelvero è la prima del territorio comunale di Vestenanova ad essere citata in un documento. Nel 1145 vi è una controversia tra il priore Lanfranco del monastero di San Mauro di Saline e i canonici di Calavena per la giurisdizione sulla chiesa di San Salvatore, vicina ad un vecchio castello e non lontana da una rocca denominata Vestena.

Il fatto che la chiesa, di cui oggi non resta traccia, fosse dedicata al Salvatore è riconducibile all’epoca longobarda.
Il 1 dicembre 1172 fu aggregata alla pieve di Calavena, retta dai benedettini, decisione confermata da papa Lucio III il 18 gennaio 1192.

Nel XV secolo la chiesa passò alle dipendenze della pieve di Santa Maria di Tregnago, anche se il giuspatronato sulla chiesa era esercitato dalla nobile famiglia veronese dei Da Campo (questo fino alla fine del XVII secolo, quando furono nominati conti di Castelvero dal doge di Venezia Francesco Erizzo).
Nelle visite pastorali del vescovo di Verona Gian Matteo Giberti troviamo una chiesa, edificata tra XIV e XV secolo, dedicata ai santi Salvatore e Biagio. Situata nell’odierna località Chiesavecchia, aveva una piccola sacrestia, una canonica, un campanile e un cimitero antistante. 

Proprio nella visita pastorale del Giberti del 1529 si riconosce la chiesa di Castelvero come rettoria.

L'edificio sacro sorgeva in una zona franosa, tanto che fu abbattuto nel XVII secolo in quanto pericolante.
Una nuova chiesa fu costruita tra il 1634 e il 1657 su uno sperone di roccia, con la facciata rivolta ad ovest, riutilizzando materiale della precedente.

Nel 1767 fu istituita la parrocchia di Castelvero, mentre il 20 luglio 1834 il luogo di culto fu consacrato.
Nel 1855, ritenuta l’edificio insufficiente a contenere i fedeli, fu abbattuto per costruirne uno nuovo, nello stesso luogo, le cui fondamenta furono benedette nei primi giorni di ottobre del 1855.

Venne cambiato l’orientamento, con la facciata rivolta a sud, come le altre chiese del XIX secolo costruite nel Comune di Vestenanova, e i lavori, guidati dal capomastro Mattio Granoto di Valdagno furono terminati nel maggio 1857.
Nel 1870 fu ultimato il nuovo cimitero, nei pressi della chiesa, ultimata la pavimentazione di quest’ultima (poi rinnovata nel 1936) ed eretto l’attiguo oratorio, oggi utilizzato come cappella feriale.

Nel 1937 la chiesa fu consacrata dal vescovo di Verona Girolamo Cardinale, mentre nel 1941 furono rifatti i due altari settecenteschi.

## Descrizione

### La facciata

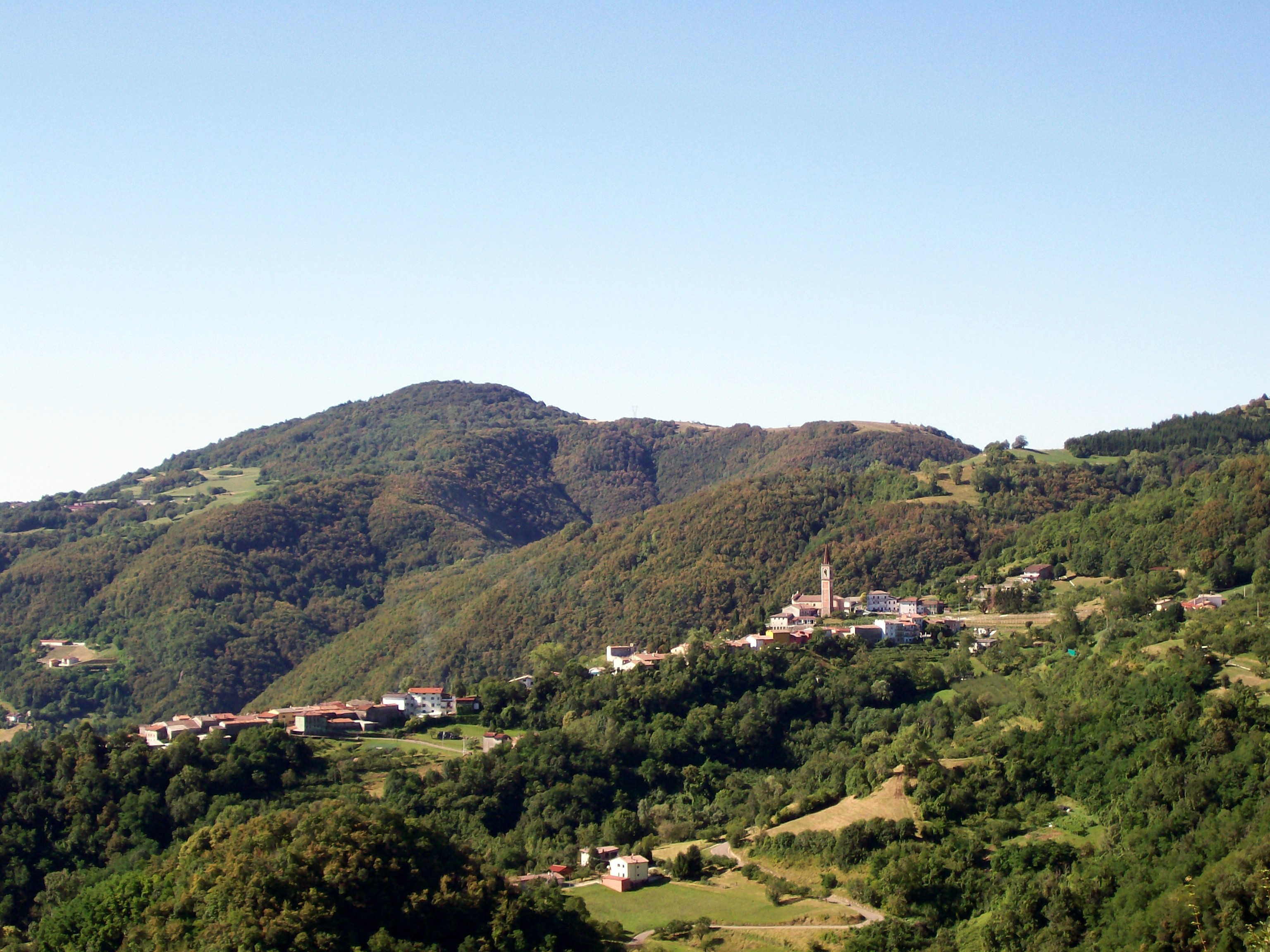
L'abitato di Castelvero. Si nota la chiesa parrocchiale grazie alla presenza dal campanile.

La facciata, rivolta a sud-est, è in stile neoclassico, con al centro il portale rettangolare, a cui si arriva salendo alcuni gradini, con timpano, sovrastato da una grande finestra a lunetta, incorniciata da due coppie di paraste con capitelli d'ordine corinzio.

Le paraste sostengono l'architrave su cui è impostato il frontone con cornice a mensoline.
Al centro del timpano vi è un oculo esagonale; sui vertici laterali vi sono due statue dei santi Rocco e Sebastiano, mentre su quello sommitale vi è una croce metallica.

### Interno
All’interno la chiesa si presenta con un'unica aula rettangolare coperta da una volta a botte ribassata e lunette laterali dove sono collocate le finestre con le seguenti vetrate della prima parte del XX secolo: San Biagio, Carità e Fortezza sul lato destro; Speranza, Prudenza e Assunzione della Madonna sul lato sinistro. Nella lunetta della controfacciata è raffigurato Cristo Re.

Al centro del soffitto vi è una cornice a stufo che contiene un dipinto con la Trasfigurazione di Gesù sul Monte Tabor, opera del 1919 del pittore veronese Aristide Bolla.

Lungo la parete destra della navata troviamo, vicino all’ingresso, il fonte battesimale, poi il pulpito ligneo e l’altare di San Biagio (o del Sacro Cuore di Gesù), settecentesco (ma rifatto nel 1941), in marmo scolpito e intarsiato. In esso trova posto una pala ad olio su tela (già utilizzata, come scoperto nel restauro del 2012) con la Trasfigurazione di Cristo con San Biagio, probabilmente dei primi anni del XX secolo e che riprende la famosa Trasfigurazione di Raffaello Sanzio. 
Lungo la parete sinistra della navata, nei pressi dell’ingresso c’è una nicchia con la statua lignea policroma della Pietà, degli inizi del Novecento, che veniva portata in processione il 15 settembre di ogni anno, memoria liturgica dell’Addolorata.

Più vicino al presbiterio è l’altare della Madonna, del 1741 (ma rinnovato nel 1941), in marmo intarsiato e scolpito, dedicato alla Madonna del Rosario, la cui statua lignea policroma è la centro della nicchia, circondata dalle quindici piccole tele con i Misteri del Rosario, ottocentesche e restaurate nel 2004.
Lungo la parte bassa della navata, distribuiti lungo le pareti, si trovano le quattordici stazioni della Via Crucis, quadri a olio su tela di fine Ottocento o inizio Novecento, restaurati nel 2012.
Il presbiterio, a pianta quadrata e coperto da una cupola con pennacchi affrescati dal Bolla rispettivamente con Angeli con ostensorio e i Quattro Evangelisti , è rialzato di cinque gradini rispetto all'aula ed è di larghezza ridotta rispetto ad essa.

L'altare maggiore, in marmo scolpito e intarsiato, è settecentesco, mentre la data sul retro, 1937, ricorda l'anno di consacrazione.

Ai lati del presbiterio sono dipinti l'Adorazione dei Magi a destra e l'Ultima Cena a sinistra, opere del Bolla.
Dietro l'altare maggiore si trova un'abside semicircolare con catino absidale affrescato sempre dal pittore Bolla con la Trinità con arcangeli.
In un vano retrostante il pulpito vi sono resti degli affreschi della chiesa seicentesca, restaurati nel 2012. Sulla parete di destra un pontefice romano sotto uno sfarzoso baldacchino, mentre sul muro opposto sono visibili alcuni Apostoli durante l'Ultima Cena e l'evangelista Matteo (evangelista), assistito da un angelo, mentre scrive.
Nell'abside dell’oratorio è collocato un altare ottocentesco dedicato all’Immacolata con paliotto marmoreo seicentesco.
In sacrestia si trova un pregevole dipinto a olio su tela raffigurante San Giovanni Nepomuceno.

### L'organo
Dietro l’altare maggiore è collocato un piccolo organo a trasmissione meccanica, con canne di facciata coperte da una tela, detta quaresimale, dipinta ad olio dell’Ottocento con il Re Davide mentre suona l'arpa.

Lo strumento musicale, oggi (2023) non funzionante, fu costruito da Giovanni Battista Zordan nel 1877 a Cogollo del Cengio, in provincia di Vicenza, per un’altra chiesa.

## Campanile e campane
Nel 1875 si decise di demolire la piccola e vecchia torre campanaria, dando avvio alla costruzione dell'attuale campanile nel 1877.
La torre è collegata alla chiesa tramite un corpo di fabbrica intermedio dove è collocata la sacrestia. 
A pianta quadrata, ha un fusto in pietra calcarea intonacato, con lesene angolari in blocchetti di pietra calcarea, mentre corrono orizzontali due cornici marcapiano.

La cella campanaria presenta quattro monofore con archi a tutto sesto, sovrastata da una copertura a pigna in cotto con quattro pinnacoli agli angoli.
Il concerto campanario collocato nella torre è composto da 6 campane in Re3 montate alla veronese suonabili a doppio sistema (manuale ed elettrificato). Questi i dati del concerto:
1 – RE3 - diametro 1278 mm - peso 1174 kg - Fusa nel 1927 da Cavadini di Verona
2 - MI3 - diametro 1134 mm - peso 830 kg – Fusa nel 1920 da Cavadini di Verona
3 – FA#3 – diametro 1012 mm - peso 586 kg - Fusa nel 1920 da Cavadini di Verona
4 - SOL3 - diametro 939 mm - peso 486 kg - Fusa nel 2019 da Allanconi di Ripalta Cremasca
5 – LA3 - diametro 845 mm - peso 357 kg - Fusa nel 1920 da Cavadini di Verona
6 – SI3 - diametro 763 mm - peso 257 kg - Fusa nel 2019 da Allanconi di Ripalta Cremasca.
Le campane sulla vecchia torre erano quattro, appena rifuse, mentre su quello attuale inizialmente erano cinque.